# Hugh Wolff
Hugh MacPherson Wolff (21 de octubre de 1953) es un director de orquesta estadounidense.

## Biografía
Nacido en Francia mientras su padre prestaba servicio en el Servicio Exterior de Estados Unidos, Wolff pasó su infancia en Londres. Recibió su educación superior en Harvard y en el Instituyo Peabody de la Universidad Johns Hopkins en Maryland. Entre Harvard y Peabody, pasó un año en París donde estudió composición con Olivier Messiaen y dirección con Charles Bruck. En Peabody, estudió piano con Leon Fleisher.
Wolff comenzó su carrera en 1979 como director asistente de Mstislav Rostropovich en la Orquesta Sinfónica Nacional de Estados Unidos, en Washington D. C.. En junio de 1985, fue el primer ganador del Premio Seaver/National Endowment for the Arts Directors Award . Fue director musical de la Filarmónica del Noreste de Pensilvania de 1981 a 1986. Posteriormente se desempeñó como director musical de la Orquesta Sinfónica de Nueva Jersey de 1986 a 1993. De 1988 a 1992, Wolff fue director principal de la Orquesta de Cámara de Saint Paul y luego fue su director musical de 1992 a 2000. Fue director principal del Festival de Música de Grant Park desde 1994 hasta 1997. En 1998, Wolff dirigió la Orquesta de Jóvenes Artistas Rusos Estadounidenses en su gira mundial.
En Europa, Wolff fue director titular de la Orquesta Sinfónica de la Radio de Frankfurt (ahora hr-Sinfonieorchester ) de 1997 a 2006. En septiembre de 2017, se convirtió en director titular de la Orquesta Nacional de Bélgica, cargo que ocupó hasta 2022.
Wolff ha grabado extensamente para la discográfica alemana Teldec y para Sony Music, entre otros. Ha sido nominado tres veces a un Grammy y ha ganado dos veces el Premio de Música Clásica de Cannes. Su discografía incluye las sinfonías completas de Beethoven con la Orquesta de la Radio de Frankfurt. Como director ha acompañado grabaciones de Rostropovich, Yo-Yo Ma, Joshua Bell, Hilary Hahn, Jean-Yves Thibaudet, Dawn Upshaw, Thomas Hampson, Jennifer Larmore y el guitarrista de jazz John Scofield . Wolff es director de orquestas y enseña dirección de orquesta en el Conservatorio de Música de Nueva Inglaterra en Boston.
Wolff reside en Boston junto a su esposa la harpista Judith Kogan.